# Hans Reckers
Hans Reckers (* 27. Juni 1953 in Rheine) ist ein deutscher Jurist und ehemaliges Mitglied des Vorstandes der Deutschen Bundesbank. Von November 2015 bis Dezember 2016 war er Staatssekretär der Senatsverwaltung für Wirtschaft, Technologie und Forschung des Landes Berlin.

## Leben
Hans Reckers wuchs in Salzbergen im Emsland auf. Er war Gründungsvorsitzender des Verbandes Kritischer Schüler VKS, der Vorgängerorganisation der Schüler Union in Niedersachsen, dessen Vorsitzender er von 1971 bis 1972 war. Von 1972 bis 1973 war er der erste Bundessprecher der Schüler Union (SU). Anschließend war er von 1975 bis 1977 Bundesvorsitzender des Ring Christlich-Demokratischer Studenten (RCDS). Er ist damit die erste und bislang einzige Person, die sowohl SU als auch RCDS auf Bundesebene vorsaß.
Nach seinem Jurastudium wurde er  an der Eberhard-Karls-Universität Tübingen mit einer Arbeit über „gesetzwidrige und gesetzesabweichende Regelungen in Verwaltungsverträgen zwischen Bürger und Staat“ zum Dr. jur. promoviert. Er war von 1982 bis 1984 als Rechtsanwalt in Reutlingen tätig. Es folgten Stationen in den Bundesministerien der Finanzen und der Verteidigung (Büroleiter von Gerhard Stoltenberg), im Bundeskanzleramt (Unterabteilungsleiter Personal bei Helmut Kohl), als Staatssekretär im sächsischen Finanzministerium (bei Georg Milbradt), im Bundesfinanzministerium (Haushaltsabteilungsleiter) und als Leiter der Planungsgruppe der CDU/CSU-Bundestagsfraktion. 1991/92 war er Mitglied des Verwaltungsrats der früheren Staatsbank der DDR.
Er war von 1999 bis 2002 Mitglied im Zentralbankrat, und von Mai 2002 bis April 2009 Mitglied im Vorstand der Deutschen Bundesbank, zuständig für die Bereiche Risiko-Controlling, Bargeld und Institutionelle und regulatorische Finanzmarktfragen.
Reckers war Vorsitzender des Risikoausschusses im Aufsichtsrat der HSH Nordbank und Vorsitzender des Zukunftsforum Finanzplatz Frankfurt der CDU Hessen. Er ist  Stiftungsvorstand der Verbriefungsplattform True Sale International
2011 bis  2013 war er Hauptgeschäftsführer beim Bundesverband Öffentlicher Banken Deutschlands (VÖB). Seit 2013 nimmt   er verschiedene Gremienmandate wahr und war Rechtsanwalt in einer internationalen Wirtschaftskanzlei in Berlin. Im November 2015 wurde er Staatssekretär der Senatsverwaltung für Wirtschaft, Technologie und Forschung des Landes Berlin. Mit dem Amtsantritt des Senats Müller II schied er aus dem Amt.
Reckers ist u. a. Vorsitzender des Trägervereins der Kommission für Zeitgeschichte der katholischen Kirche, einer der Sprecher des RCDA (Ring Christlich Demokratischer Akademiker). Er engagiert sich im Bund Katholischer Unternehmer BKU. Er ist Mitglied im Bundesfachausschuss Wirtschaft der CDU und Vorsitzender der dortigen AG Verkehrsinfrastruktur. Er ist Mitglied im sientific board des "International center of protest research".

## Kontroverse
Im April 2000 erregte Reckers große öffentliche Aufmerksamkeit, als er in seiner Eigenschaft als Präsident der Hessischen Landeszentralbank gegenüber Fachjournalisten äußerte: „Griechenland ist meiner Meinung nach keineswegs reif für die Währungsunion; der Beitritt muss um mindestens ein Jahr verschoben werden.“ Wenige Minuten nach Agenturmeldungen kam es an der Athener Börse zu Kursabstürzen, so dass die griechische Zentralbank sich gezwungen sah, die Drachme mit Stützungskäufen vor weiteren Verlusten zu bewahren. Bundesfinanzminister Hans Eichel rief den damaligen Bundesbank-Chef Ernst Welteke an; der wiederum verbot Reckers telefonisch weitere Äußerungen dieser Art.
Reckers sagte später, alle 15 Mitglieder im Vorstand der Bundesbank seien damals der Meinung gewesen, dass der Griechenland-Beitritt zur Eurozone ein Fehler sei.